# 里奇蒙 (德克薩斯州)
里奇蒙（英語：Richmond）是一個位於美國德克薩斯州本德堡縣的城市。根據2010年美國人口普查，該地共人口11679人，而該地的面積約為11.10平方千米。同時該地也是本德堡縣的縣治。

## 地理
里奇蒙的座標為29°34′56″N 95°45′39″W / 29.58222°N 95.76083°W，而該地的平均海拔高度為28米（即92英尺）。